# Ficinia trichodes
Ficinia trichodes là loài thực vật có hoa trong họ Cói. Loài này được (Schrad.) Benth. & Hook.f. mô tả khoa học đầu tiên năm 1883.